# عین الدفالی
عین الدفالی (به فرانسوی: Ain Dfali) یک منطقهٔ مسکونی در مراکش است که در غرب شرارده بنی حسین واقع شده‌است.

## خصوصیات
عین الدفالی ۲۴٬۵۲۱ نفر جمعیت دارد.